# Litificació

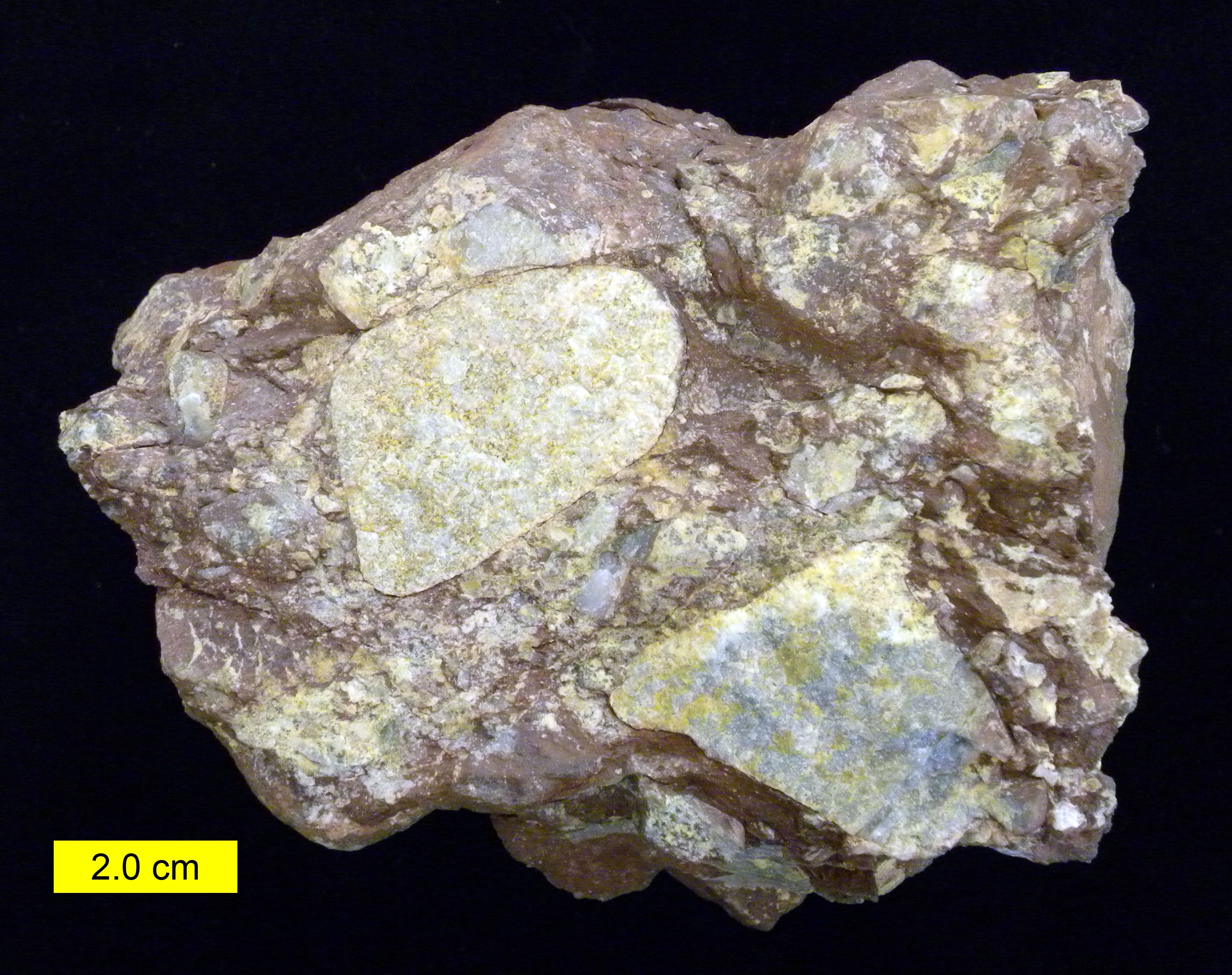
Bretxa, roca producte de la litificació de graves.

La litificació és el procés, generalment de compactació i cimentació, mitjançant el qual els sediments es compacten per l'acció de la pressió, expulsen fluids, i gradualment es converteixen en roques sedimentàries. Una sorra al litificar-se es transforma en un gres, les graves es converteixen en conglomerats i bretxes, el llim en limolita, l'argila en lutita.

## Cimentació
Principalment, la litificació implica una disminució de porositat a través de la compactació i la cimentació. En altres casos, durant la diagènesis es pot produir la dissolució d'alguns minerals, donant lloc a un increment de la porositat.